# Laverda
Laverda (Moto Laverda S.A.S. - Dottore Francesco Laverda e fratelli) va ser una empresa italiana fabricant de motocicletes d'altes prestacions. Fundada a Breganze (província de Vicenza) el 1949, a la seva època la marca assolí una bona reputació internacional gràcies a les seves motocicletes robustes i innovadores.
A finals de la dècada del 1980, l'empresa va fer fallida i va tancar. El 1993, una nova societat anomenada I.Mo.La. SpA (International Moto Laverda) va recuperar la marca i en va reprendre la producció a la propera Zanè, fins que el 2000 fou absorbida per Aprilia. El 2004, al seu torn, Aprilia fou absorbida per Piaggio. La producció de Laverda finalitzà oficialment el 2006, poc després de la mort de Massimo Laverda, un personatge clau en la direcció de l'empresa fins aleshores.

## Història

### Els orígens
A la dècada del 1940, Laverda era una important empresa familiar que feia gairebé un segle que produïa maquinària agrícola, després d'un breu inici com a fabricant de rellotges per a torres i campanars. La idea de construir motocicletes se li va acudir cap al 1947 a Francesco Laverda, doctor en física i director tècnic de l'empresa. Davant la gran demanda de mitjans de transport personal sorgida després de la Segona Guerra Mundial, va pensar a crear una motocicleta adequada a les necessitats de l'època. La feina de disseny i desenvolupament la va dur a terme durant el seu temps lliure, en col·laboració amb el tècnic Luciano Zen, fins que tots dos aconseguiren de construir el primer prototip de treball: era un velomotor amb motor de quatre temps, bastidor robust d'acer premsat i suspensió integral, la principal característica de la qual era un futurista braç buit de metall de fosa a pressió que constituïa el costat esquerre del basculant i que contenia el conjunt embragatge-caixa de canvis-transmissió. El prototip va donar excel·lents resultats, sobretot pel que fa al consum de combustible: provat per la revista Motociclismo el 1948, va aconseguir un quilometratge superior als 60 km amb un sol litre de benzina en una ruta mixta. Tanmateix, el braç de fosa tenia un cost de producció molt alt i finalment es va optar per una solució més tradicional i econòmica.
Havent identificat l'estàndard tècnic definitiu del velomotor, Francesco Laverda va haver de superar l'hostilitat inicial dels germans, que veien de mal ull la possibilitat de comprometre l'empresa en un ram de producció tan diferent del de la maquinària agrícola. Un cop aconseguit el consens familiar, el 13 d'octubre de 1949 es va fundar la S.A.S Dottor Francesco Laverda & Fratelli.

### Primers models (anys 50 i 60)

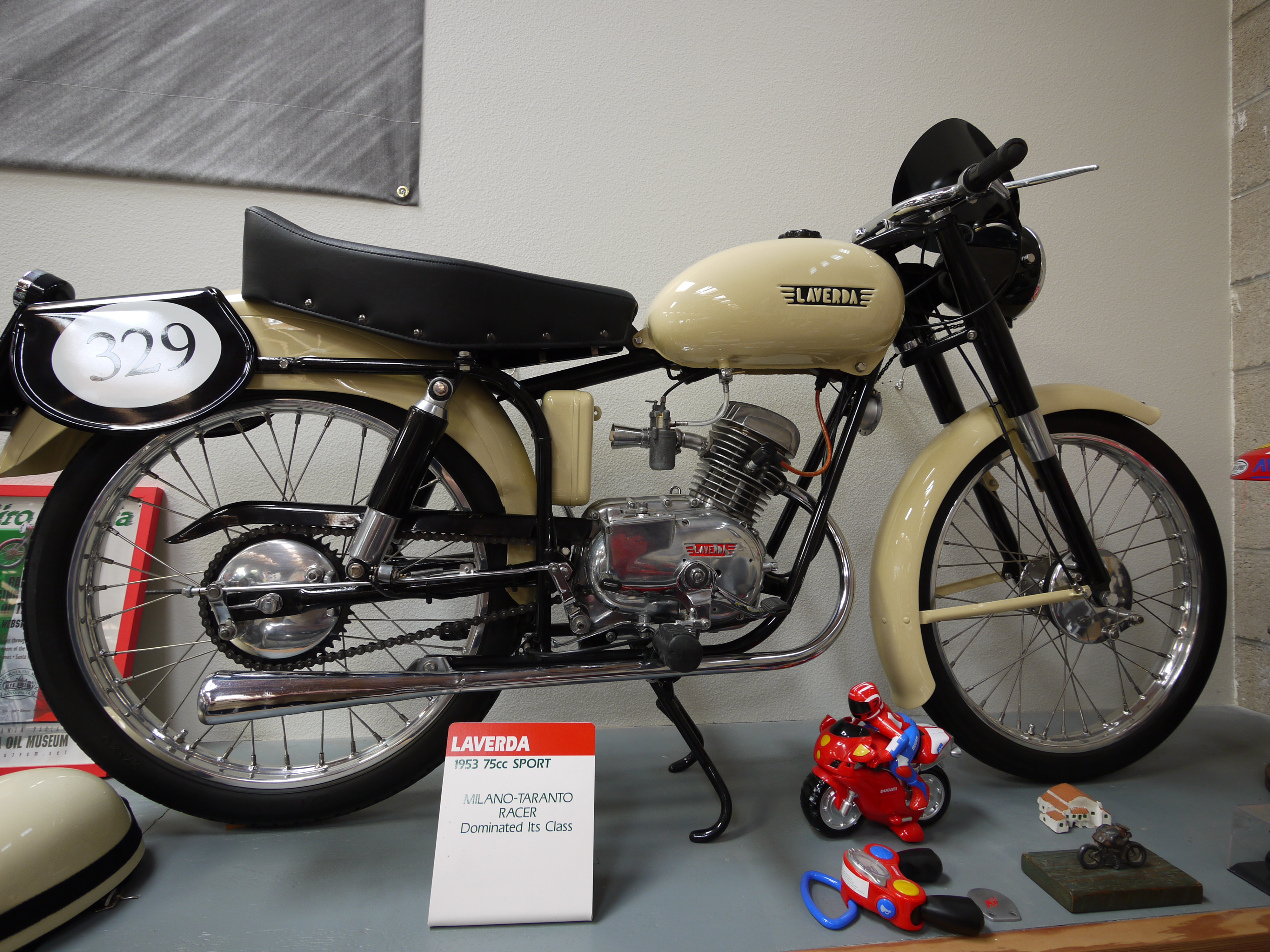
Laverda 75 Sport Milano-Taranto de 1953

El primer model de la marca es va anomenar Laverda 75 i es va presentar el 1950. La 75 va participar en nombroses curses en diversos circuits urbans; el 1951, Laverda va participar oficialment a la Milano-Taranto (1.410 km) amb quatre motocicletes de sèrie en versió esportiva i hi obtingué els llocs quart, cinquè, sisè i desè a la categoria de 75cc.
El 1952, a la mateixa cursa, les Laverda 75 van ocupar les cinc primeres posicions de la classificació. Al Motogiro d'Italia de 1953 (3.049 km), la Laverda 75 conduïda per Guido Mariani va guanyar a la seva categoria a una mitjana de 81,372 km/h (seguida de tres Laverda més dins de les cinc primeres classificades) i guanyà així la Coppa d'Oro Dragoni. A la Milano-Taranto del mateix any es va confirmar el domini de Laverda amb la victòria del pilot E. Fontanili a una mitjana de 82,288 km/h.
El 1954, al Motogiro, la marca aconseguí els deu primers llocs als 75cc i els dos primers als 100cc. Amb els anys, les petites Laverda 75 i 100 van aconseguir monopolitzar les categories de cilindrades petites i, fins i tot, el model de 100 cc va aconseguir superar en moltes curses les mitjanes d'altres motos de 125 cc, més grans. El 1957 es van cancel·lar la Milano-Taranto, el Motogiro d'Italia i, progressivament, totes les altres curses de carretera a causa del greu accident esdevingut durant la Mille Miglia d'aquell any.

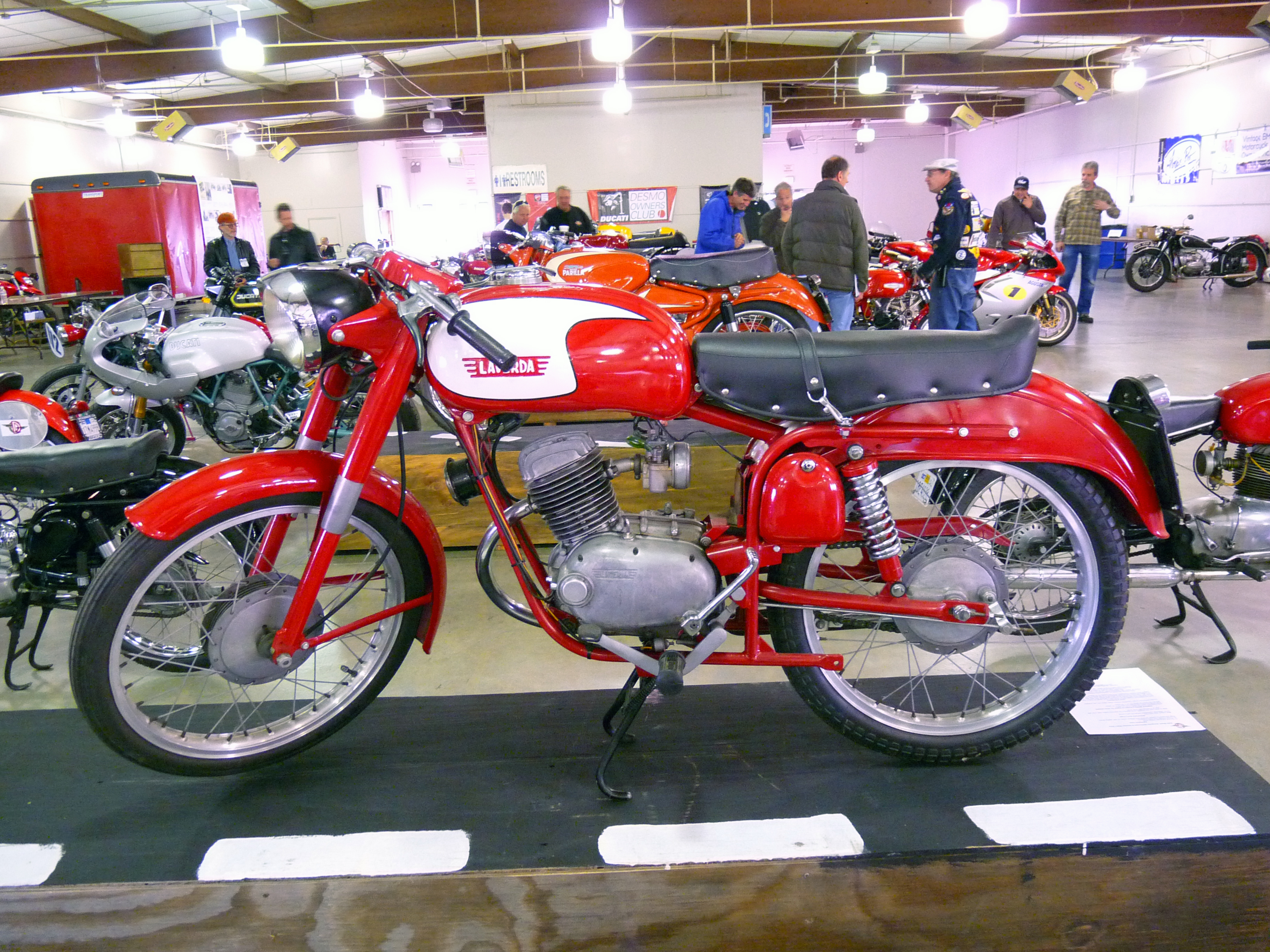
Laverda 100 Sport Lusso (1955-1960)

El 1958, Laverda va presentar quatre models: dos ciclomotors (Turismo, amb un preu de 94.000 lires i Sport, a 102.000 lires) i dues motocicletes de 100 cc (Gran Turismo, a 176.000 lires i Sport Lusso a 176.000 lires). El 1959 es va presentar el Mini-Scooter de 49 cc, amb motor de quatre temps i dues velocitats, el qual es va augmentar a tres velocitats el 1961. A Catalunya, Montesa va fabricar aquest model sota llicència, amb el nom de Montesa Microscooter, entre el 1963 i el 1973. El 1962, Laverda va llançar un nou escúter de 60 cc, inicialment destinat al mercat anglès.
El 1961 es va presentar la 200 Twin, una motocicleta amb motor bicilíndric en línia de 200 cc de quatre temps que va tenir molt d'èxit i es va exportar també a Amèrica. Se'n produïren prop de 4.500 unitats.
El 1964 va aparèixer un petit ciclomotor de dos temps amb una sola velocitat, el Laverdino 49, amb un preu econòmic de 50.000 lires; anava equipat amb interessants innovacions tècniques com ara el dipòsit de plàstic i els frens de disc accionats per cable. Aquell mateix any, Massimo Laverda, fill del fundador Francesco, va provocar un important punt d'inflexió en la història de la marca quan decidí de desenvolupar motocicletes de gran cilindrada. Dos anys després, el 1966, es llançà la Laverda 650 cc, seguida l'any següent per la 750 cc, ambdós models amb un èxit comercial considerable.
Abans del llançament dels seus cèlebres models de gran cilindrada, Laverda en va desenvolupar encara alguns de petita: el 1965 es va presentar al saló EICMA de Milà un model amb motor monocilíndric horitzontal de quatre temps de 125 cc, disponible en quatre versions: Sport, Trail, America i Regolarità Corsa. Aquesta darrera versió obtingué diversos èxits durant anys en competicions d'enduro (anomenat a l'època regolarità a Itàlia) i Laverda va continuar fabricant competitius models d'aquesta especialitat fins a finals de la dècada següent.

### Grans cilindrades (anys 70 i 80)
A començaments de la dècada del 1970, seguint la política comercial impulsada per Massimo Laverda, la firma va Llançar una sèrie de "maxi-motos" tricilíndriques de 1.000 o 1.200 cc de cilindrada que arribaren fins a finals de la dècada del 1980. Eren motocicletes robustes, però pesades a l'hora de conduir-les. Aquestes grans motocicletes anticiparen la futura tendència general cap a les grans cilindrades. Cal destacar-ne la sèrie Jota (especialment en les versions bicolors) i la 3CL.
La primera Laverda que es pot considerar de "gran cilindrada", però, fou una bicilíndrica: la 650, seguida ben aviat per la 750. La versió de 1970, la SF 750, es produí fins al 1975 en versió de turisme i de "Competizione". Aquesta darrera, anomenada 750 SFC (amb un potent motor de 72 CV i una velocitat màxima de 220 km/h), va obtenir moltes victòries en curses per a motos de sèrie i de resistència (entre altres èxits, pilotada per Augusto Brettoni i Sergio Angiolini guanyà les 24 Hores de Montjuïc de 1971). Entre 1971 i 1976 se'n van produir 600 unitats en tres versions.
Les versions esportives de les motos Laverda sempre s'han distingit pel seu color carbassa, introduït justament amb la 750, el qual s'ha convertit amb el pas del temps en una marca comercial.
La Laverda 1.000 V6 de 1977, dissenyada per a participar al Campionat d'Europa de resistència, incorporava solucions d'avantguarda derivades dels automòbils de Fórmula 1: motor en V longitudinal de 6 cilindres a 90° de 995,45 cc DOHC amb quatre vàlvules per cilindre, distribució accionada per cadena, lubrificació de càrter sec amb doble bomba i dipòsit d'oli separat; alimentació mitjançant sis carburadors invertits d'un sol cos, refrigeració líquida, caixa de canvis de 5 velocitats, transmissió per cardan i xassís d'estructura reticular de crom-molibdè, amb una distància entre eixos de 1.470 mm i un pes de 216 kg; la moto lliurava 140 CV i tenia una velocitat màxima superior als 270 km/h. El projecte el va desenvolupar Giulio Alfieri i la moto, de la qual només se'n construïren dues unitats, va ser pilotada en fase experimental el 1978 per Nico Cereghini. El 1979, però, es va canviar el reglament del campionat i les motocicletes de més de quatre cilindres hi foren vetades, de manera que la V6 no va tornar a participar en cap altra cursa.
Les darreres evolucions de les tricilíndriques de 1.000 cc dels anys vuitanta incorporaren noves opcions estètiques que trencaven amb les línies tradicionals anteriors, alhora que se'n renovaren alguns detalls importants del motor, com ara la sincronització, que passà de 180° a 120°.

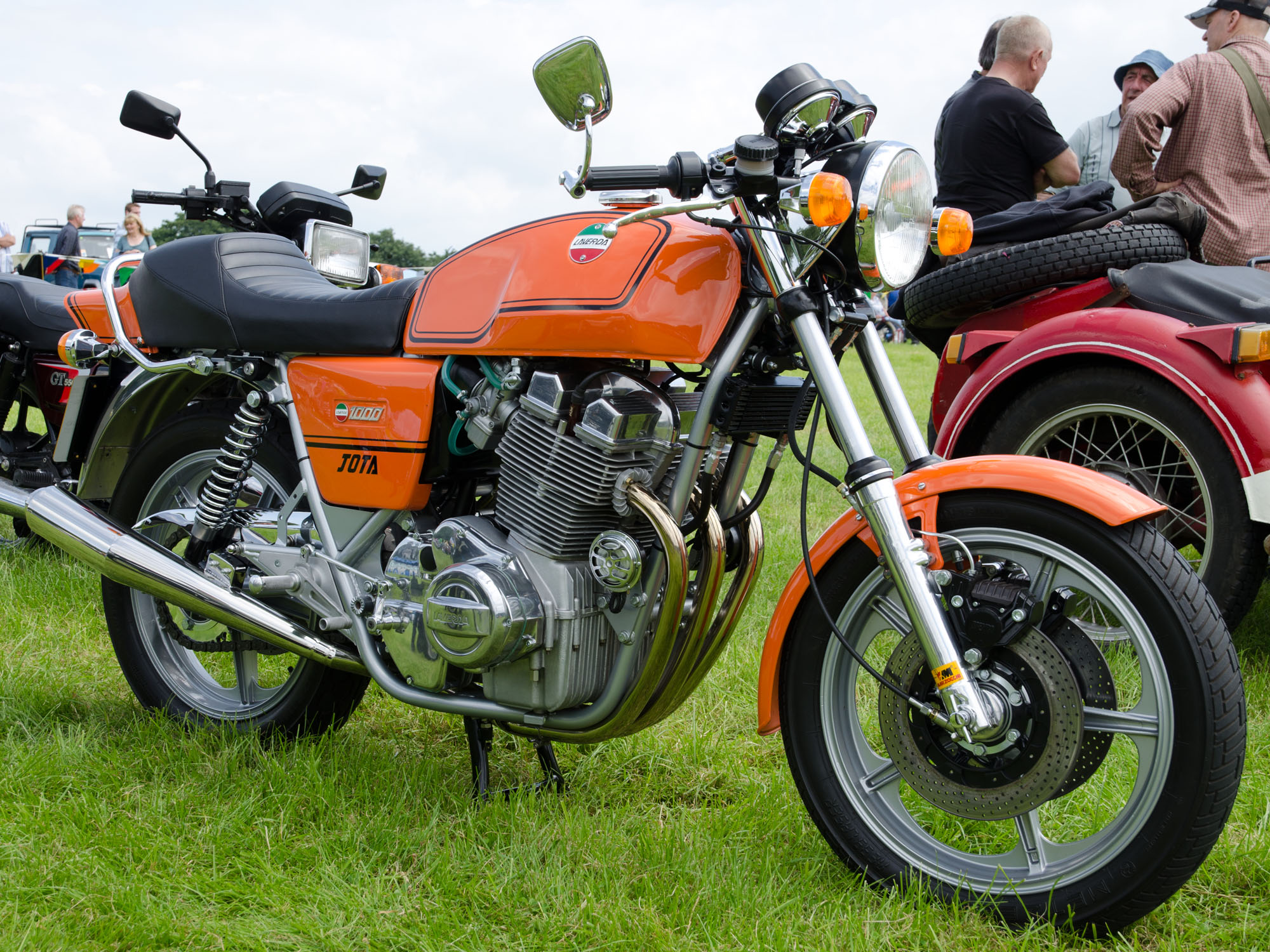
Laverda 1000 Jota de 1981

La Laverda RGS1000 de 1982 presentava una estètica futurista per a l'època, amb línies elegants i ben connectades, i solucions originals com els reposapeus ajustables (un dispositiu patentat per la marca) i el tap de combustible al carenat. A aquest model se li sumaren les versions RGA, Jota, Executive (dedicada al turisme) i SFC, un model amb més ambicions esportives.
Malgrat la prioritat donada a les grans cilindrades, durant aquells anys les inferiors (de 350 i 500 cc) no s'abandonaren i complementaven els models superiors. El 1978 es va produir la 500 Formula, amb 52 CV i 152 kg de pes, per a la qual es va organitzar un trofeu monomarca de sis curses en diversos circuits per Itàlia que es va disputar durant quatre anys, fins al 1981. També es produïen models de petita cilindrada que aconseguien un èxit de vendes considerable, com ara la sèrie Laverda LZ, una gamma de motocicletes de 50, 125 i 175 cc equipades amb motors Zündapp que estigué en producció del 1978 al 1985.
Si inicialment la Laverda RGS 1000 va tenir un bon èxit comercial, durant els anys següents, a causa de la competència cada vegada més aferrissada i proactiva, el model i les seves variants envelliren ràpidament. La causa principal raïa en l'envelliment efectiu del seu projecte estructural, el qual es remuntava a finals dels anys 70 i, per tant, en la manca d'inversions adequades per a la renovació tecnològica dels models. La pèrdua de comandes va iniciar una etapa de dificultats que acabà causant el tancament de la fàbrica a la segona meitat de la dècada del 1980.

### Refundació als 90

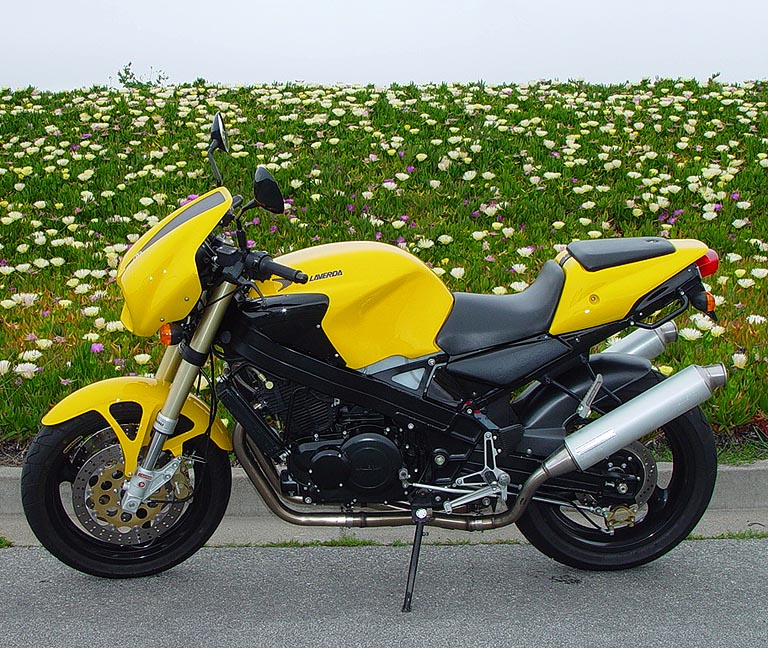
Laverda Ghost Strike de 1998

Després del primer tancament de la fàbrica, a començaments de la dècada del 1990 es va intentar el renaixement productiu de l'empresa, però no va reeixir i Laverda va viure una fase de profunda crisi financera i de mercat.
A l'octubre de 1993 es va fundar la I.Mo.La. SpA (International Moto Laverda), una societat formada per tres famílies emprenedores venecianes que ja estaven implicades en tres sectors diferents en aquells moments: Paolo i Valentino Brazzale, al sector alimentari; Nadir i Roberto Spezzapria, propietaris de Forgital, al sector mecànic, i Francesco Tognon, promotor de la iniciativa, del sector de la confecció. Després d'abandonar la seu històrica (que mentrestant s'havia venut al grup de moda Diesel), es va reiniciar la producció en una petita fàbrica de 5.000 m² situada al municipi de Zanè (província de Vicenza), mantenint només la secció de recanvis a Breganze.
Durant els dos primers anys, les noves motos es van vendre exclusivament a mercats estrangers, tornant a la distribució al mercat italià el 1995. El primer balanç va registrar una facturació de 200 milions de lires, però el 95 va augmentar fins als 9.000 milions, el 96 a 18.000 milions i el 1997 a 32.000 milions, amb 1.500 motocicletes venudes a l'estranger. El 1998 fou l'any del retorn al mercat italià, amb models com ara la Ghost i la Ghost Strike, ambdós amb bastidor reticular de tub d'acer i motor bicilíndric en línia refrigerat per aire de 668 cc.
Els models posteriors duien un motor més evolucionat de 750 cc i refrigeració líquida. La Strike 750 i la 750 S, amb motor bicilíndric en línia, tenien un bastidor del tipus scatolato (en forma de caixa). A aquestes s'hi afegiren les versions de 650 cc, com ara la "Legend", la "Cafè racer" i la "Black strike", a més del model més esportiu de la gamma, la "Formula" (el qual va arribar a participar en alguna cursa de Superstock a Anglaterra amb l'equip Alto Performance Racing).

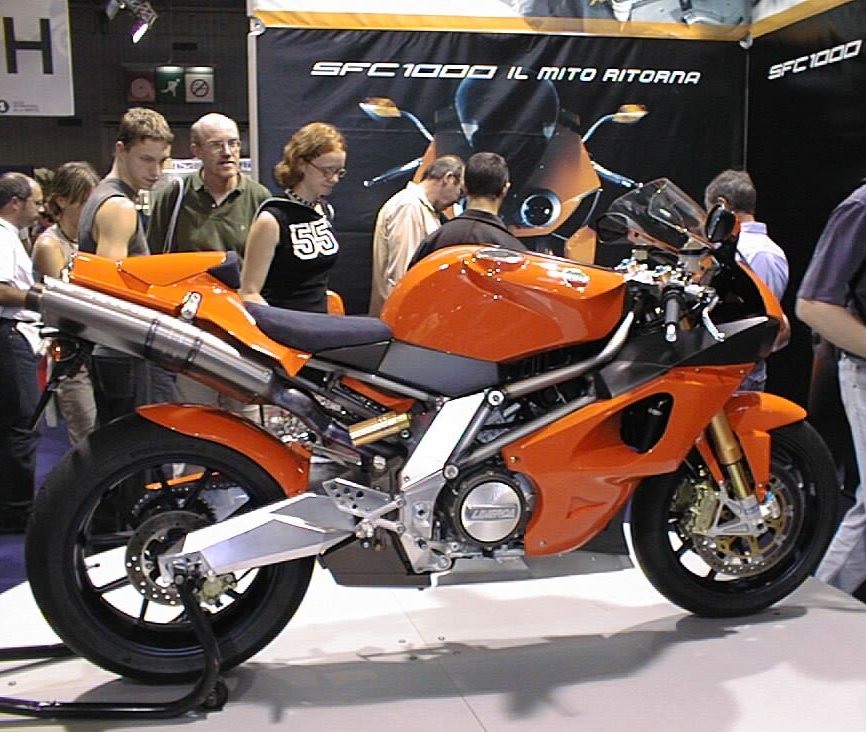
La versió del 2003 de la Laverda SFC 1000 al Saló de Milà

Malgrat els seus components d'alt nivell, com ara els frens Brembo, les llandes forjades Marchesini, les suspensions Paioli i les seves excel·lents qualitats dinàmiques, aquestes motocicletes no varen obtenir gaire èxit comercial, incapaces de competir amb els fabricants japonesos o amb Ducati. Això va provocar un nou cessament de la producció.
Poc després, el 2000, l'empresa va ser adquirida per Aprilia, un grup que en aquells moments era propietari també de Moto Guzzi. Aquell mateix any es va presentar la Laverda Lynx 650, una moto de tipus naked amb un bastidor mixt d'estructura reticular de tubs d'acer i planxes d'alumini i un motor derivat del de la Suzuki SV 650. Malgrat que aquest model mai no va entrar en producció, es pot considerar l'avantpassat de l'Aprilia Shiver 750.
Al Motorshow de 2002 s'hi presentà la SFC1000, dotada del motor bicilíndric en V d'Aprilia. Al setembre del 2003 se'n presentà la versió definitiva al Saló de Milà, a punt per a entrar en producció en una sèrie limitada de 549 unitats (igual que la primera sèrie SFC) i successivament en una segona sèrie més econòmica, però el 2004, el Grup Aprilia fou absorbit per Piaggio. Als seus darrers anys, Laverda va comercialitzar una sèrie d'escúters (el model SYM Joyride, rebatejat com a Laverda Phoenix) i va importar quads.

### La fi de Laverda
Massimo Laverda, un home clau dins la història i els èxits comercials de la marca, es va morir el 26 d'octubre de 2005 a causa d'una aturada cardíaca. Poc després de la seva mort, el 2006, Piaggio va optar per cloure totes les activitats relacionades amb Laverda i va declarar que el grup estaria disposat a vendre els drets de la marca si apareixia un inversor.
A data de 2015, laverda.com ja no redirigia al lloc web d'Aprilia i actualment, aquest domini mostra la història de la companyia entre 1873 i 2004.

## Producció

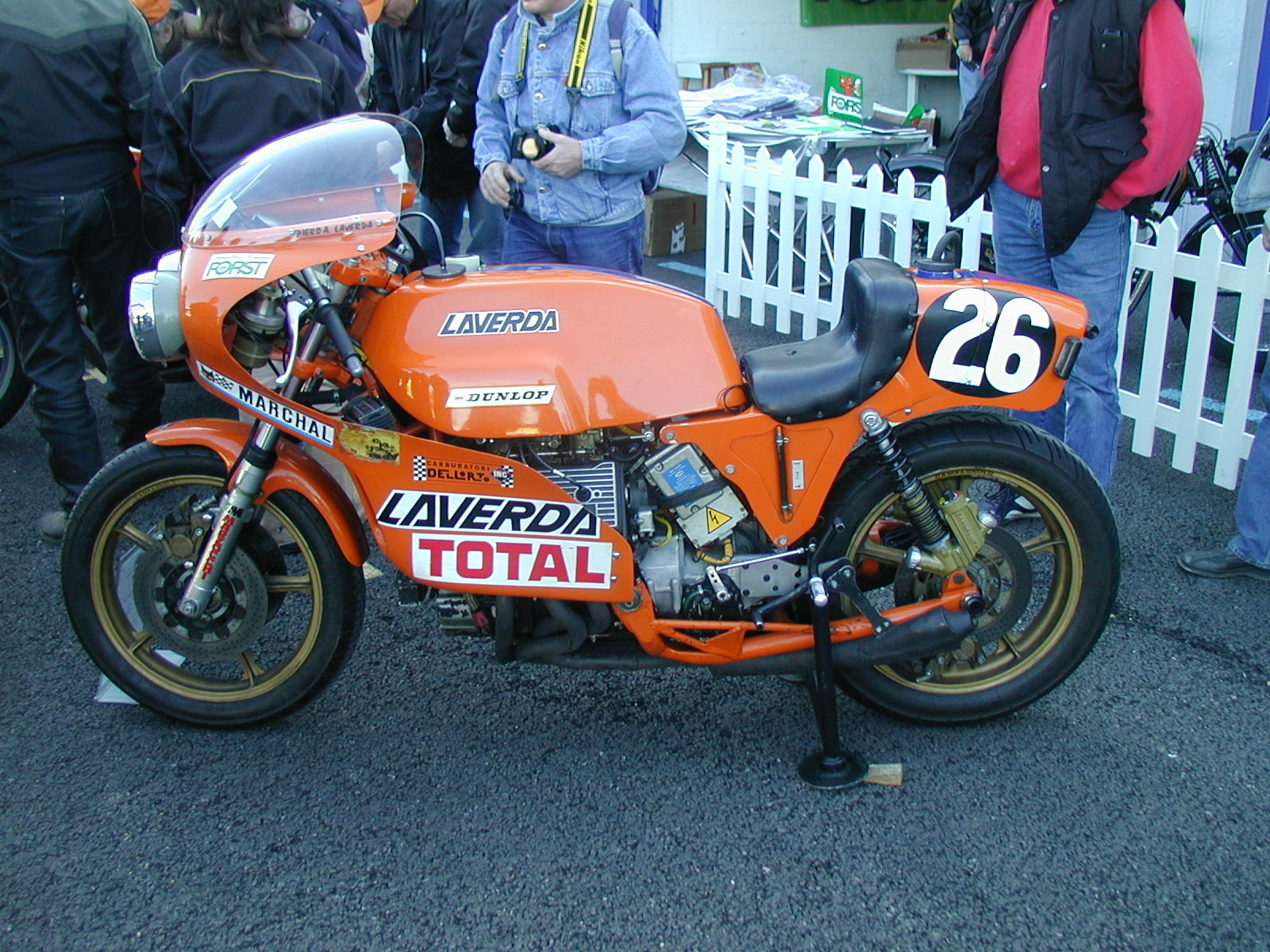
La Laverda 1000 V6 de 1977

| Ciclomotors - 4T Turismo (1958-1961) - 4T Sport (1958-1961) - LZ 50 (1981-1984) - Gaucho 50 (1990-1993) Petita cilindrada - 75 S (1950-1954) - 100 (1955-1960) - 125 (1966-1969) - LZ 125 (1978-1983) - LB 125 (1984-1985) - Lesmo 125 (1985-1986) - CU Ride 125 (1986-1990) - Toledo 125 (19??-19??) - LZ 175 (1978-19??) - 150 American Eagle Renegade (1969-1970) - 200 (1962-1967) | Gran cilindrada - 350 (1977-1981) - 500 (1977-1983) - 650 (1968-1969) - 668 (1995-2001) - 750 GT (1969-1976) - 750 S (1969-1970) - 750 SF (1970-1978) - 750 SFC (1971-1976) - 750 (1997-2001) - 1000 3C (1972-1977) - 1000 Jota (1976-1983) - 1000 RGS (1982-1986) - 1000 RGA (1984-1986) - 1000 SFC (1985-1986) - 1200 T (1978-1981) - 1200 TS (1979-1982) | Fora d'asfalt - Atlas 50 (1986-1990) - 125 Trail (1966-1969) - 125 LH (1975-1979) - 125 Regolarità (1977-1980) - 250 Chott (1974-1976) - 250 2TR (1975-1979) - Atlas 600 (1986-1990) Escúters - 50 Mini (1959-1962) - 60 Mini (1962-1965) - Phoenix (2001-2005) | Competició - 1000 V6 (1977) Prototips - 350 GS Lesmo (1985) - CR 600 Cruiser (1987) - El Cid 700 (1989) - Hidalgo 668 (1989) - TTS 800 (2001) - Motor 750 4 cilindres 16 vàlvules (1985) - Motor 900 3 cilindres 12 vàlvules (2001) |

Models clàssics Laverda
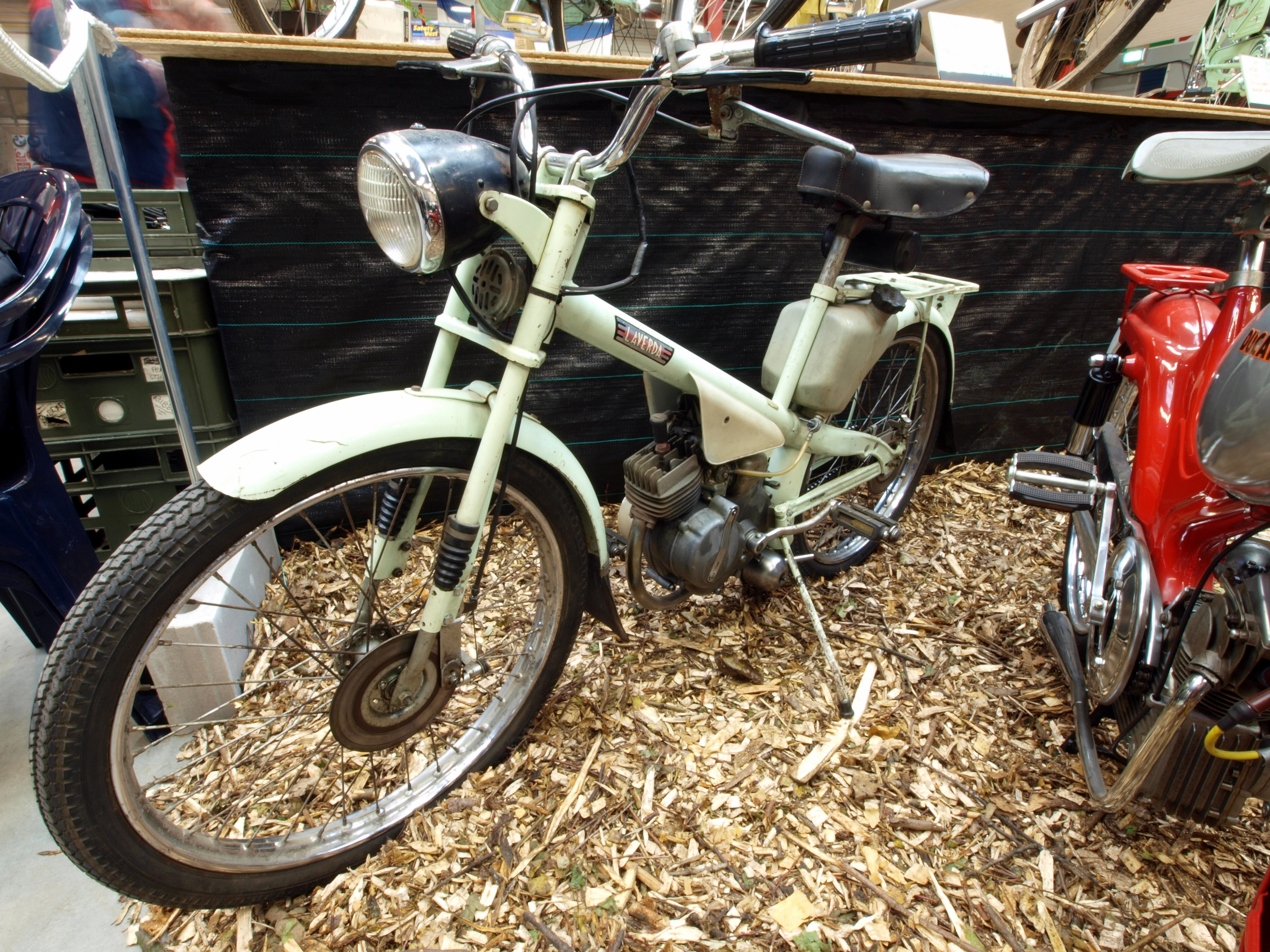
Ciclomotor Laverdino 49 de 1964
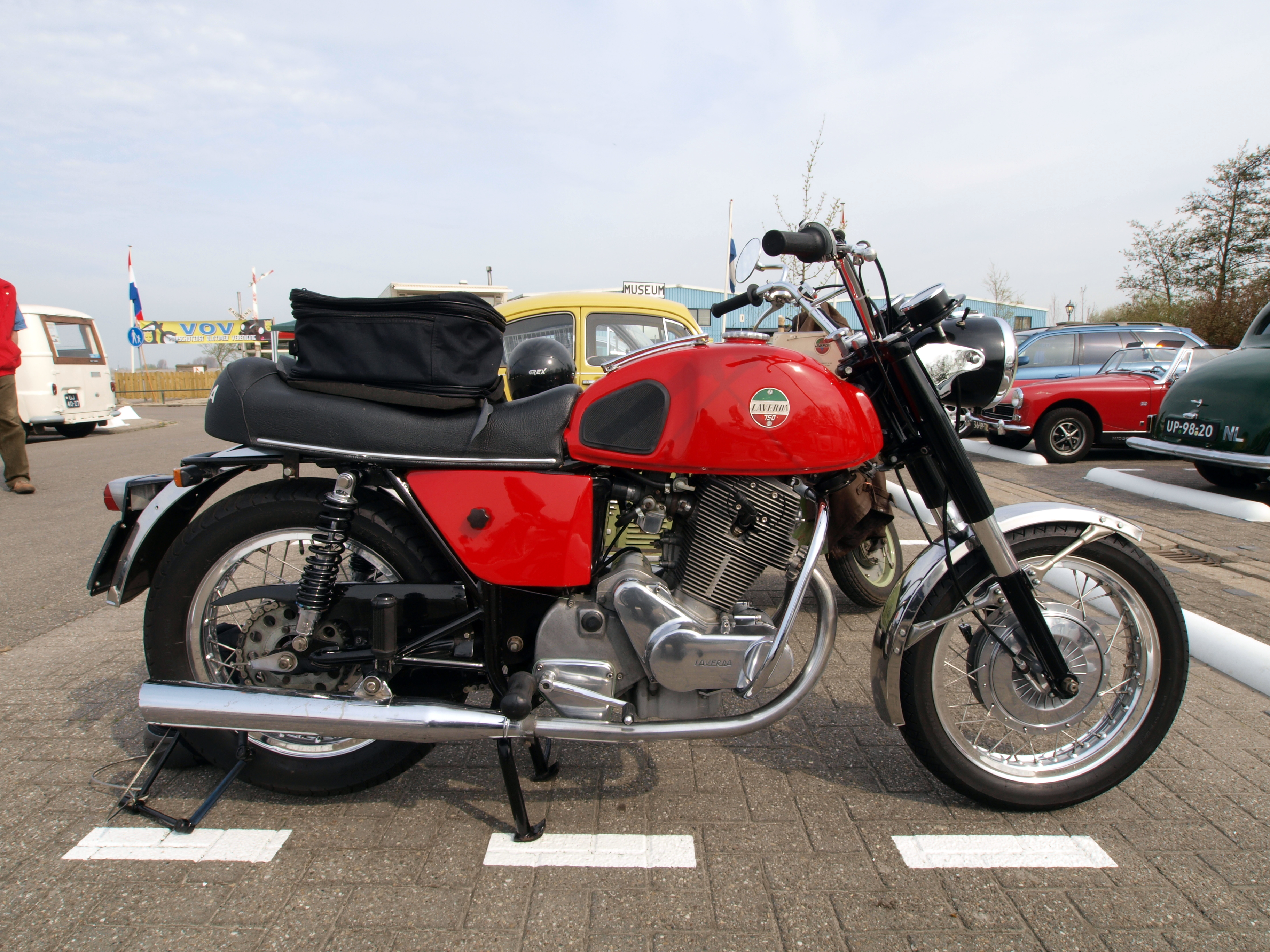
Laverda 750 GT de 1970
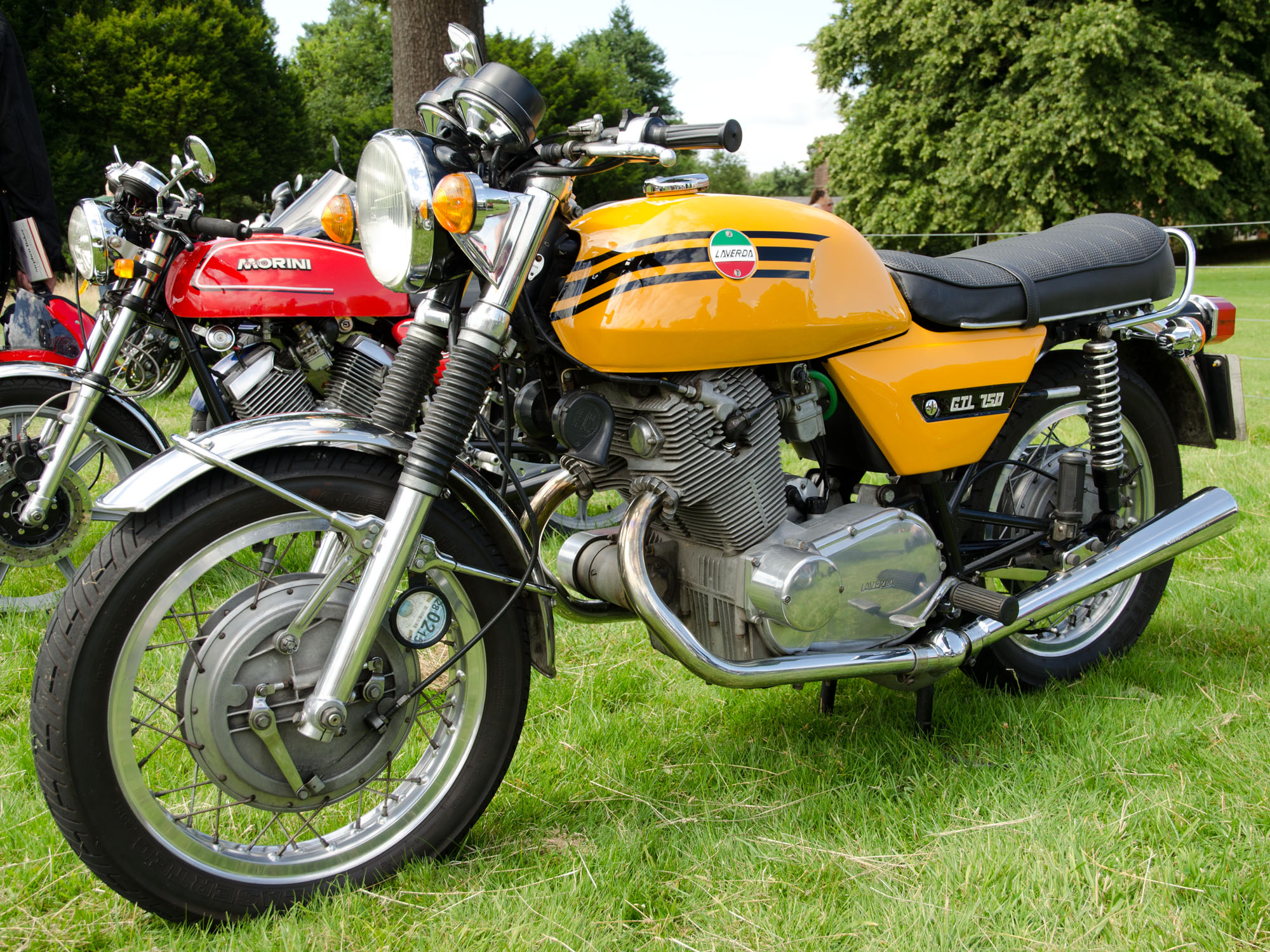
Laverda 750GTL, inline-twin (1976)
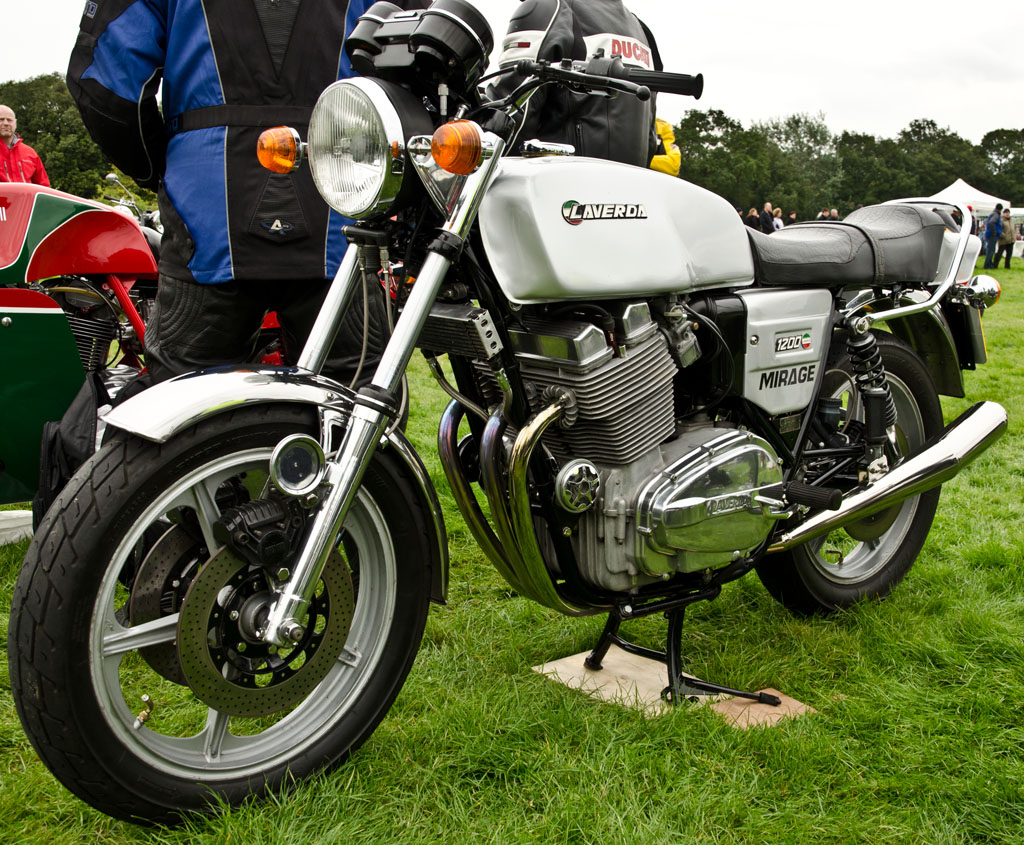
Laverda 1200 TS Mirage, tricilíndrica (1978-1979)
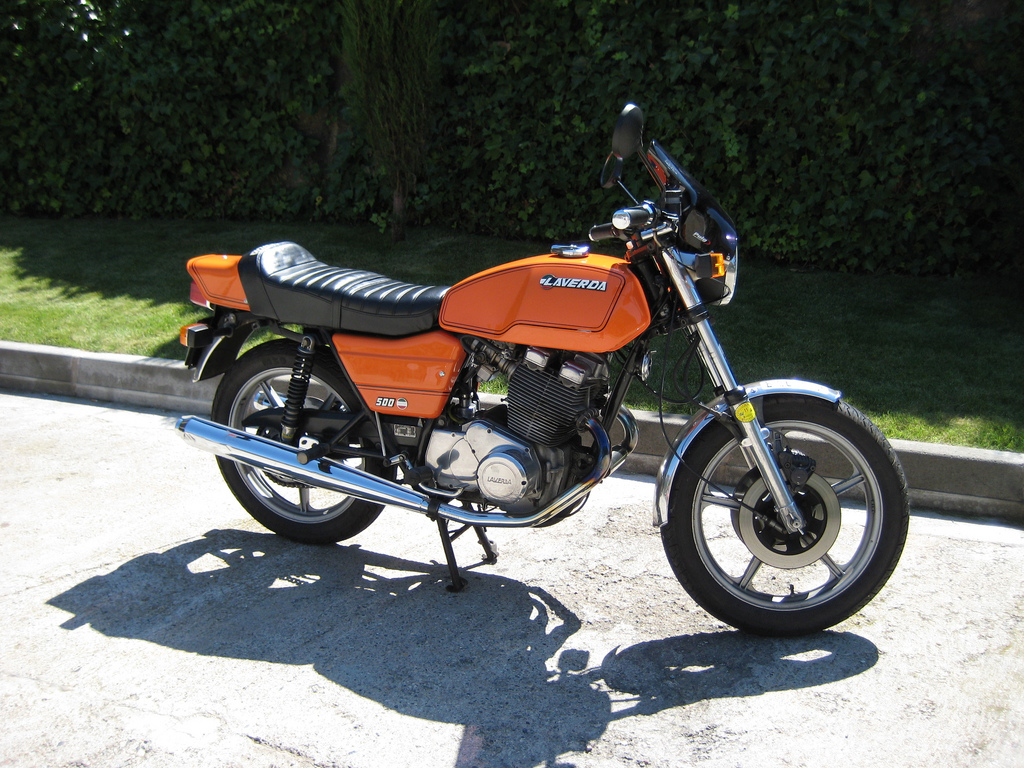
Laverda 500 (1977-1983)
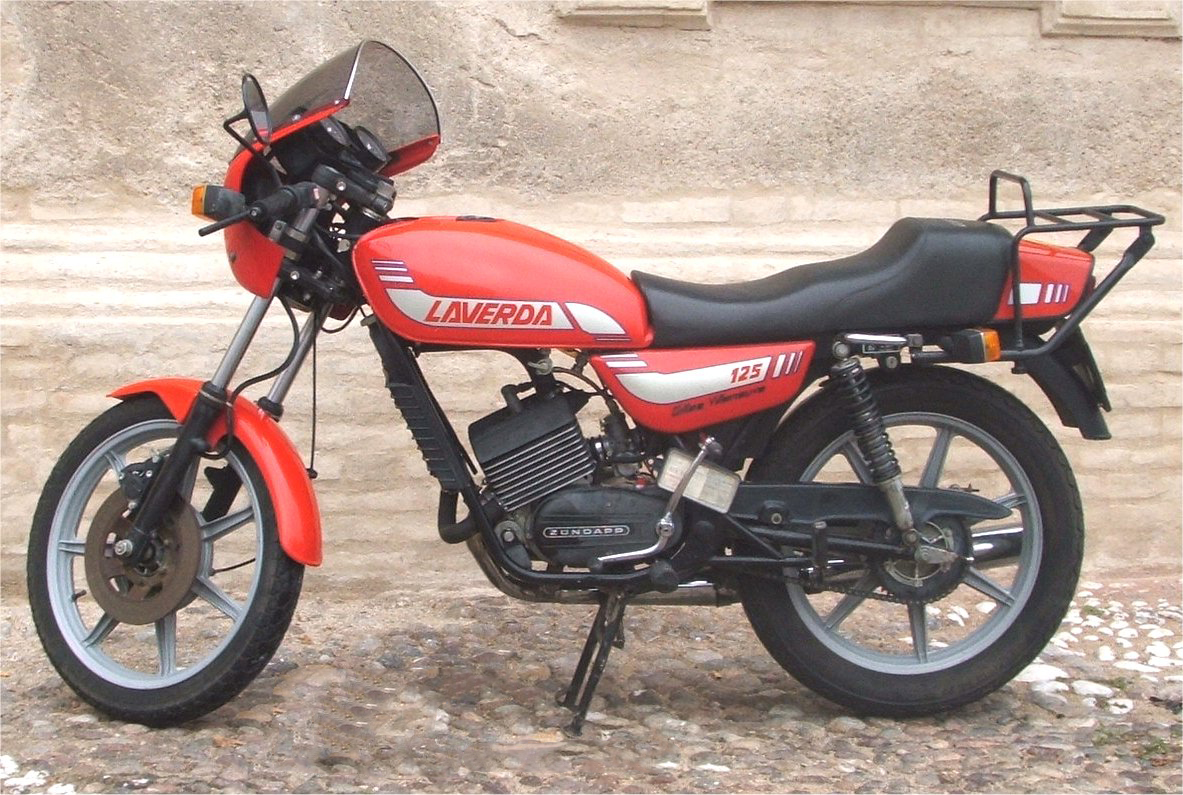
Laverda LZ 125 de 1983, amb motor Zündapp

### La darrera gamma
Motocicletes
- Lynx 650 (presentat el prototip, però mai no entrada en producció)
- SFC1000 (presentat el prototip, però mai no entrada en producció)

Quads
- Quasar
- Quasar 4x4
- MiniQuasar

Escúters
- Phoenix